# 최병혁 (1963년)
최병혁(崔秉赫, 1963년~)은 대한민국의 군인이다. 제28대 한미연합군사령부 부사령관(2019~2020)을 지냈다. 한미연합사령관 이후 윤석열 정부에서 사우디아라비아 대사를 지냈다. 김용현 전 국방부장관의 후임으로 물색되어 대사직 사임 이후 인사청문회를 준비하다가 중도 포기하였다.

## 학력
- 중경고등학교[2]
- 육군사관학교
- 미 육군 전쟁대학 전략 석사
- 경남대학교 국제정치학 박사

## 경력
- 제7보병사단 5연대 GOP 중대장
- JSA경비대대 부대대장
- 제2야전군사령부 작전처 연합작전계획장교
- 제25보병사단 GOP대대장, 작전참모
- 한미연합군사령부 지상구성군사령부 작전계획장교
- 제28보병사단 참모장
- 제76보병사단 참모장
- 수도방위사령부 제1경비단장
- 수도방위사령부 작전처장
- 합참 해외파병과장
- 제3군단 참모장
- 제3야전군사령부 작전처장
- 22사단장[3]
- 5군단장[4]
- 육군참모차장
- 한미연합사 부사령관[5][6]
- 주한미군전우회 부회장
- 대한국방보훈회 한국지부 회장[7]
- 주한미군전우회 코리아챕터 회장
- 합동참모본부 연합 및 합동 연습 선임관찰단장
- 재단법인 한미동맹재단 자문
- 주사우디아라비아 대한민국 대사[8]